# Lozerbroekbeek
De Lozerbroekbeek is een beek in de gemeente Bocholt.
Tot ± 1850 lag in de heide tussen Bocholt en Weert een uitgestrekt moeras, veroorzaakt doordat verschillende riviertjes uitmondden in een kom. De natuurlijke afvoerweg naar de Maas, de Tungelroyse Beek, was smal en werd opgestuwd ter hoogte van de Vloedmolen.
Het Belgische gedeelte – het Lozer Broek (onder Lozen) en het Bocholter Broek (onder Kreyel) – werd in 1865 aangekocht door een landmaatschappij. De landmaatschappij groef een diepe gracht door het moeras (de Lozerbroekbeek) en een nieuwe afvoerweg naar de Maas (de Lossing). Dankzij de verbeterde afvoer konden de moerassen beplant worden met populieren.
Het Nederlandse gedeelte – de Kettingdijk en het Wijffelterbroek – werd drooggelegd in meerdere fasen. In de laatste fase (± 1950) werd de Raam verlengd naar de Lozerbroekbeek. Hierdoor wordt het Belgische gedeelte opnieuw ontwaterd langs de Tungelroyse Beek. De eerste 2 km van de Lossing – van Smeetshof tot de Abeek – staat meestal droog en heet sindsdien de Oude Lossing.